# E busz (Esztergom)
Az esztergomi E jelzésű autóbusz egy helyi járat, ami a Vasútállomás és Búbánatvölgy között közlekedik. A viszonylatot a Volánbusz üzemelteti.

## Útvonala
Esztergom vasútállomásáról indul. Délnyugat irányban hagyja el az állomást, úgy jut ki a 111-es főútra. A belváros felé megy, a Rákóczi térnél a 11-es főútra tér rá, majd a Béke tér és a Dobozi Mihály utca után egyedüli helyijáratként halad Pilismarót felé. Gyönyörű pilisi tájakon robog még 5 kilométert a várostól Kettőspincén, a Csenkei-hídon és Szamárhegyen túl található Búbánatvölgybe, mely Esztergom külvárosi településrésze. Csupán a Duna partja mellett található buszmegállóba viszik az utasait a 880-as buszok, melyek a vonalat kiszolgálják a nap folyamán.

### Kivételek
- Tanítási napokon 1 indítás érinti Kettőspince autóbusz fordulóját.

## Közlekedése
Naponta fél 6-tól fél 11-ig általában óránként van indítása.

## Megállóhelyei
A 880-as busz nincs feltüntetve.
| 0                                  | Vasútállomás végállomás       | 0  | 0.0 km | A, B, C, D, G, H, N, P, T, V 223, 1721, 1784, 1853 800, 802, 803, 804, 805, 808, 809, 812, 819, 822, 823, 824, 825, 836, 837, 845, 846, 847, 852, 853, 854, 862, 863 Esztergom > S72 Z72 S74 |
| 1                                  | Erzsébet királyné utca        | 4  | 1.9 km | A, B, C, D, G, H, N, T 800, 803, 804, 805, 808, 809, 812, 819, 823, 824, 825, 836, 837, 845, 846, 847, 852, 853, 854                                                                         |
| 2                                  | Arany János utca              | 6  | 2.8 km | A, B, C, D, G, H, N, T 803, 804, 805, 808, 809, 812, 814, 817, 819, 823, 824, 825, 836, 837, 845, 846, 847, 852, 853, 854                                                                    |
| 3                                  | Rákóczi tér                   | 9  | 3.2 km | A, B, C, D, G, H, N, T 803, 804, 805, 808, 809, 812, 814, 817, 819, 823, 824, 825, 836, 837, 845, 846, 847, 852, 853, 854                                                                    |
| 4                                  | Béke tér (Bazilika)           | 17 | 6.5 km | C, D, G, N, P, T 803, 804, 805, 808, 809, 812, 814, 817, 819, 823, 824, 825, 837, 845, 847, 853, 854, 863                                                                                    |
| 5                                  | Dobozi Mihály utca            | 13 | 4.9 km | A, B, C, D, G, N, P, T 804, 805, 809, 812, 814, 817, 819, 823, 824, 825, 837, 845, 847, 853, 854, 863                                                                                        |
| 6                                  | Kettőspince                   | 15 | 5.8 km | – |
| Tanítási napokon 1 indítás érinti. |                               |    |        | |
| ∫                                  | Kettőspince, autóbusz-forduló | ∫  | ∫      | – |
| 7                                  | Csenkei-híd                   | 18 | 7.5 km | – |
| 8                                  | Szamárhegy                    | 20 | 8.4 km | – |
| 9                                  | Búbánatvölgy végállomás       | 22 | 9.6 km | – |